# Lista laureaților Premiului Wolf pentru artă
Premiul anual Wolf pentru artă este decernat alternativ, prin rotație, pentru contribuții însemnate în domeniile arhitecturii, muzicii, picturii și  sculpturii.
Premiul, al cărui nume complet este Premiul Wolf pentru artă este acordat o dată pe an de către Fundația Wolf din Israel. Este unul din cele șase premii Premiile Wolf acordate de către fundație începând cu 1981; celellate fiind acordate pentru agricultură, chimie, matematică, medicină și fizică, care se conferă din 1978. 

## Laureații premiului[1]
| An     | Domeniu artistic  | Laureați                                      | Țară                                                           |
| ------ | ----------------- | --------------------------------------------- | -------------------------------------------------------------- |
| 1981   | Pictură           | Marc Chagall Antoni Tàpies                    | Russian Empire / Franța · Spania                               |
| 1982   | Muzică            | Vladimir Horowitz Olivier Messiaen Joseph Tal | Russian Empire / Statele Unite ale Americii · Franța · Israel  |
| 1983/4 | Arhitectură       | Ralph Erskine                                 | Regatul Unit / Suedia                                          |
| 1984/5 | Sculptură         | Eduardo Chillida                              | Spania                                                         |
| 1986   | Pictură           | Jasper Johns                                  | Statele Unite ale Americii                                     |
| 1987   | Muzică            | Isaac Stern Krzysztof Penderecki              | Statele Unite ale Americii Polonia                             |
| 1988   | Arhitectură       | Fumihiko Maki Giancarlo De Carlo              | Japonia Italia                                                 |
| 1989   | Sculptură         | Claes Oldenburg                               | Suedia / Statele Unite ale Americii                            |
| 1990   | Pictură           | Anselm Kiefer                                 | Germania                                                       |
| 1991   | Muzică            | Yehudi Menuhin Luciano Berio                  | Statele Unite ale Americii / Regatul Unit Italia               |
| 1992   | Arhitectură       | Frank Gehry Jørn Utzon Denys Lasdun           | Canada / Statele Unite ale Americii · Danemarca · Regatul Unit |
| 1993   | Sculptură         | Bruce Nauman                                  | Statele Unite ale Americii                                     |
| 1994/5 | Pictură           | Gerhard Richter                               | Germania                                                       |
| 1995/6 | Muzică            | Zubin Mehta György Ligeti                     | India Austria                                                  |
| 1996/7 | Arhitectură       | Frei Otto Aldo van Eyck                       | Germania Țările de Jos                                         |
| 1998   | Sculptură         | James Turrell                                 | Statele Unite ale Americii                                     |
| 1999   | Pictură           | Not awarded                                   |                                                                |
| 2000   | Muzică            | Pierre Boulez Riccardo Muti                   | Franța Italia                                                  |
| 2001   | Arhitectură       | Álvaro Siza                                   | Portugalia                                                     |
| 2002   | Sculptură         | Not awarded                                   |                                                                |
| 2002/3 | Pictură           | Louise Bourgeois                              | Franța / Statele Unite ale Americii                            |
| 2004   | Muzică            | Mstislav Rostropovich Daniel Barenboim        | Rusia Argentina / Israel                                       |
| 2005   | Arhitectură       | Jean Nouvel                                   | Franța                                                         |
| 2006   | Sculptură         | Not awarded                                   |                                                                |
| 2006/7 | Pictură           | Michelangelo Pistoletto                       | Italia                                                         |
| 2008   | Muzică            | Giya Kancheli Claudio Abbado                  | Georgia Italia                                                 |
| 2010   | Arhitectură       | David Chipperfield Peter Eisenman             | Regatul Unit Statele Unite ale Americii                        |
| 2011   | Pictură           | Rosemarie Trockel                             | Germania                                                       |
| 2012   | Muzică            | Plácido Domingo Simon Rattle                  | Spania Regatul Unit                                            |
| 2013   | Arhitectură       | Eduardo Souto de Moura                        | Portugalia                                                     |
| 2014   | Pictură/Sculptură | Olafur Eliasson                               | Danemarca                                                      |
| 2015   | Muzică            | Jessye Norman Murray Perahia                  | Statele Unite ale Americii Israel / Statele Unite ale Americii |